# 8-as busz (Győr)
A győri 8-as jelzésű autóbusz a Révai Miklós utca és Likócs, Pesti út, Esztergető utca megállóhelyek között közlekedik a belváros érintésével. A vonalat a Volánbusz üzemelteti.

## Története
2022. április 8. előtt a járatok Pinnyéd és Likócs között közlekedtek. A Korányi Frigyes tér kiszolgálása a 8B busszal biztosították.
2022. április 8-tól a buszok a Révai Miklós utcától indulnak, és oda is érkeznek vissza. Egyes járatok 8Y jelzéssel a Révai Miklós utca helyett a Munkácsy Mihály utcához közlekednek a megszűnt CITY busz pótlása érdekében. A 8B járat megszűnése miatt a Korányi Frigyes tér az újonnan létrehozott 18-as viszonylattal járható be. Pinnyéd felé az új 13-as és 13B járatokkal lehet utazni.

## Közlekedése
Munkanapokon körülbelül 60 percenként, szombaton 80 percenként, míg vasárnap 120 percenként közlekedik. A járat összehangoltan közlekedik a 8Y busszal, így közös szakaszukon 30, 40 és 60 percenként követik egymást.

## Útvonala
| Likócs, Pesti út, Esztergető utca felé | Révai Miklós utca felé |
| --- | --- |
| Révai Miklós utca vá. – Révai Miklós utca – Városház tér – Szent István út – Fehérvári út – Vágóhíd utca – Puskás Tivadar utca – Ipar utca – Kiskúti út – Stadion utca – Nagysándor József utca – Tóth László utca – Pesti út – Likócs, Pesti út, Esztergető utca | Likócs, Pesti út, Esztergető utca – Pesti út – Tóth László utca – Nagysándor József utca – Stadion utca – Kiskúti út – Ipar utca – Puskás Tivadar utca – Vágóhíd utca – Fehérvári út – Szent István út – Gárdonyi Géza utca – Révai Miklós utca – Révai Miklós utca vá. |

## Megállóhelyei
Az átszállási kapcsolatok között a 8Y járat nincs feltüntetve.
| 8 (Révai Miklós utca – Likócs, Pesti út, Esztergető) | 8 (Révai Miklós utca – Likócs, Pesti út, Esztergető) | 8 (Révai Miklós utca – Likócs, Pesti út, Esztergető)          | 8 (Révai Miklós utca – Likócs, Pesti út, Esztergető) | 8 (Révai Miklós utca – Likócs, Pesti út, Esztergető) | 8 (Révai Miklós utca – Likócs, Pesti út, Esztergető) | 8 (Révai Miklós utca – Likócs, Pesti út, Esztergető) | 8 (Révai Miklós utca – Likócs, Pesti út, Esztergető) |
| Perc (↓)                                             | Perc (↓)                                             | Megállóhely                                                   | Perc (↑)                                             | Perc (↑)                                             | Átszállási kapcsolatok | Fontosabb létesítmények |                                                      |
| ---------------------------------------------------- | ---------------------------------------------------- | ------------------------------------------------------------- | ---------------------------------------------------- | ---------------------------------------------------- | --- | --- | ---------------------------------------------------- |
| 0                                                    | 0                                                    | Révai Miklós utca                                             | 16                                                   | 14                                                   | 2, 5, 5B, 5R, 6, 7, 9, 12, 12A, 12Y, 15, 15A, 19, 21, 21B, 22, 22A, 22B, 22Y, 29, 30, 30A, 30B, 30Y, 31, 31A, 37, 38, 38A | Győr Helyi autóbusz-állomás, Bisinger József park, Posta, Városháza, Kormányablak |                                                      |
| 1                                                    | 1                                                    | Városháza                                                     | ∫                                                    | ∫                                                    | 1, 1A, 2, 2B, 5, 5B, 5R, 6, 7, 9, 9A, 11, 12, 12A, 12Y, 13, 13B, 14, 14A, 14B, 15, 15A, 17, 17B, 19, 19A, 21, 21B, 22, 22A, 22B, 22Y, 29, 30, 30A, 30B, 30Y, 31, 31A, 37, 38, 38A, 42 Távolsági járatok S10 G10 , IC, InterRégió, EC, EN, ER, gyorsvonat, expresszvonat, | Győr Városháza, 2-es posta, Honvéd liget, Révai Miklós Gimnázium, Földhivatal, Megyeháza, Győri Törvényszék, Büntetés-végrehajtási Intézet, Richter János Hangverseny- és Konferenciaterem, Vízügyi Igazgatóság, Zenés szökőkút, Bisinger József park, Kormányablak |                                                      |
| 3                                                    | 3                                                    | Szent István út, Iparkamara (↓) Gárdonyi Géza utca (↑)        | 15                                                   | 13                                                   | 6, 7, 10, 11, 11Y, 12, 12A, 12Y, 13, 13B, 14, 14A, 14B, 15, 15A, 16, 30, 30A, 30B, 30Y, 31, 31A, 42 | Győr-Moson-Sopron Vármegyei Kereskedelmi és Iparkamara, GYSZSZC Deák Ferenc Közgazdasági Szakgimnáziuma, Révai Parkolóház, Bisinger József park |                                                      |
| 5                                                    | 5                                                    | Fehérvári út, Árkád üzletház (↓) Budai út, Árkád üzletház (↑) | 13                                                   | 12                                                   | 2B, 6, 7, 10, 12, 12A, 12Y, 13, 13B, 14, 14A, 14B, 16, 17, 17B, 30, 30A, 30B, 31, 31A | ÁRKÁD |                                                      |
| 6                                                    | 6                                                    | Fehérvári út, Vágóhíd utca                                    | 11                                                   | 11                                                   | 7, 12, 12A, 12Y, 17, 17B, 30, 30A, 30B, 31, 31A | INTERSPAR Center, OBI, LIDL, Gyárvárosi Általános Iskola |                                                      |
| 8                                                    | 7                                                    | Vágóhíd utca                                                  | 10                                                   | 10                                                   | 12, 12A, 12Y, 30, 30A, 30B, 31, 31A | Gyárvárosi Általános Iskola, OBI, INTERSPAR Center, ALDI |                                                      |
| 9                                                    | 8                                                    | Puskás Tivadar utca, Tompa utca                               | 9                                                    | 9                                                    | | Kiskúti úti Bölcsőde |                                                      |
| 10                                                   | 9                                                    | Ipar utca, Kiskúti út                                         | 8                                                    | 8                                                    | 13, 13B, 14, 14A, 14B, 41 | |                                                      |
| 11                                                   | 10                                                   | Kiskúti út                                                    | 7                                                    | 7                                                    | | Kiskúti Óvoda, Forrás Waldorf Általános Iskola és Gimnázium |                                                      |
| 12                                                   | 11                                                   | Stadion utca                                                  | 6                                                    | 6                                                    | | ETO Park |                                                      |
| 13                                                   | 12                                                   | Xantus János Állatkert, műjégpálya                            | 5                                                    | 5                                                    | | Xantus János Állatkert, Műjégpálya, ETO Park |                                                      |
| 14                                                   | 13                                                   | Audi Aréna Győr (Korábban: Magvassy Mihály Sportcsarnok)      | 4                                                    | 4                                                    | | AUDI Aréna Győr, Magvassy Mihály Sportcsarnok |                                                      |
| 15                                                   | 14                                                   | Likócsi híd                                                   | 3                                                    | 3                                                    | 15, 15A | Szűz Mária kápolna |                                                      |
| 16                                                   | 15                                                   | Szentvid utca (Audi, bejárati út)                             | 2                                                    | 2                                                    | | |                                                      |
| 17                                                   | 16                                                   | Kövecses utca                                                 | 1                                                    | 1                                                    | | |                                                      |
| 18                                                   | 17                                                   | Likócs, Pesti út, Esztergető utca végállomás                  | 0                                                    | 0                                                    | | Likócsi Közösségi Ház |                                                      |

1. 1 2  Csúcsidőszakon kívül a menetidő rövidebb.